# Trypeticus poggii
Trypeticus poggii är en skalbaggsart som beskrevs av Kanaar 2003. Trypeticus poggii ingår i släktet Trypeticus och familjen stumpbaggar. Inga underarter finns listade i Catalogue of Life.